# Cottageville
Cottageville – miasto w Stanach Zjednoczonych, w stanie Karolina Południowa, w hrabstwie Colleton.